# 萨木于孜镇
萨木于孜乡，是中华人民共和国新疆维吾尔自治区伊犁哈萨克自治州伊宁县下辖的一个乡镇级行政单位。

## 行政区划
萨木于孜乡下辖以下地区：
萨木于孜村、下萨木于孜村、撒拉村、十三户村、下十三户村、英阿瓦提村、艾西热普村和克其克布拉克村。